# US-amerikanische Badmintonmeisterschaft 2002
Die US-amerikanische Badmintonmeisterschaft 2002 fand Anfang April 2002 in Orange, Kalifornien, statt.

## Finalresultate
| Disziplin    | Sieger                      | Finalist                                 | Ergebnis      |
| ------------ | --------------------------- | ---------------------------------------- | ------------- |
| Herreneinzel | Kevin Han                   | Howard Bach                              | 7-3, 7-2, 7-5 |
| Dameneinzel  | Meiluawati                  | Elie Wu                                  | 7-0, 7-0, 8-6 |
| Herrendoppel | Howard Bach Kevin Han       | Andy Chong Alex Liang                    | 7-2, 7-2, 7-3 |
| Damendoppel  | Janis Tan Elie Wu           | Szilvia Szombati Melinda Keszthelyi      | 7-0, 7-4, 7-4 |
| Mixed        | Andy Chong Szilvia Szombati | Khankham Malaythong Mesinee Mangkalakiri | 7-3, 8-7, 7-3 |